# Vittoria Valmaggia

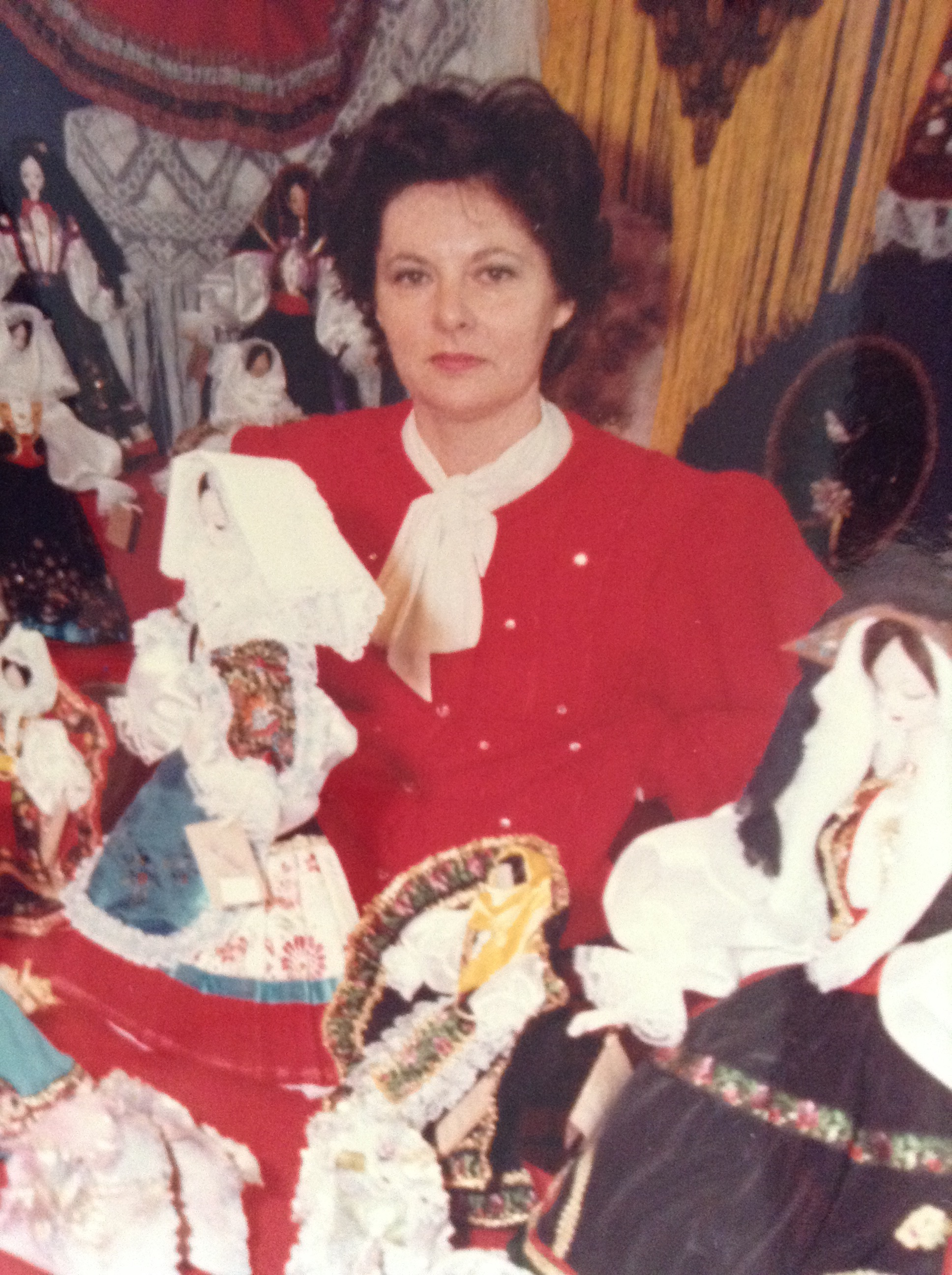
Vittoria Valmaggia con le sue bambole in costume tradizionale sardo

Vittoria Valmaggia (Oria, 29 marzo 1944 – Modena, 31 ottobre 2009) è stata un'artista italiana. Conosciuta anche come Rina Conforti o Tappin, fu ceramista, pittrice, sarta, stilista, la prima artista sarda autodidatta a produrre le bambole con i molteplici costumi della tradizione, usando tessuti, miniature di gioielli in oro e argento, rame e ceramica. 

## Biografia
Quando ancora frequentava le elementari in Puglia, Vittoria Valmaggia si trasferì con la famiglia in Sardegna, terra natia della nonna paterna. Maggiore di quattro figli, all'acquisizione del diploma come segretaria d'azienda, si vide costretta, in seguito al divorzio dei genitori, a prendersi cura della madre e dei fratelli. Trovò presto lavoro presso un'agenzia di assicurazioni, poi venne assunta da Angelo Moratti come segretaria per la Insar di Stintino dove lavorò fino al 1969.
La passione per l'arte trasferitale dalla nonna originaria di Borutta, la porta ad aprire, in parallelo al suo lavoro, il primo negozio nel 1966 a Stintino, dove vendeva mobili in legno intagliato oltre ad arredare le ville dei turisti.
Negli anni 1969-1972 aprì il negozio di artigianato a Palau con nome "Rina Palau", dove vendeva mobili, abbigliamento dipinto personalmente, antiquariato e gioielli sardi. In questo periodo conobbe padre Giacomino Canu della parrocchia di Baja Sardinia e sviluppò la passione per la pittura.

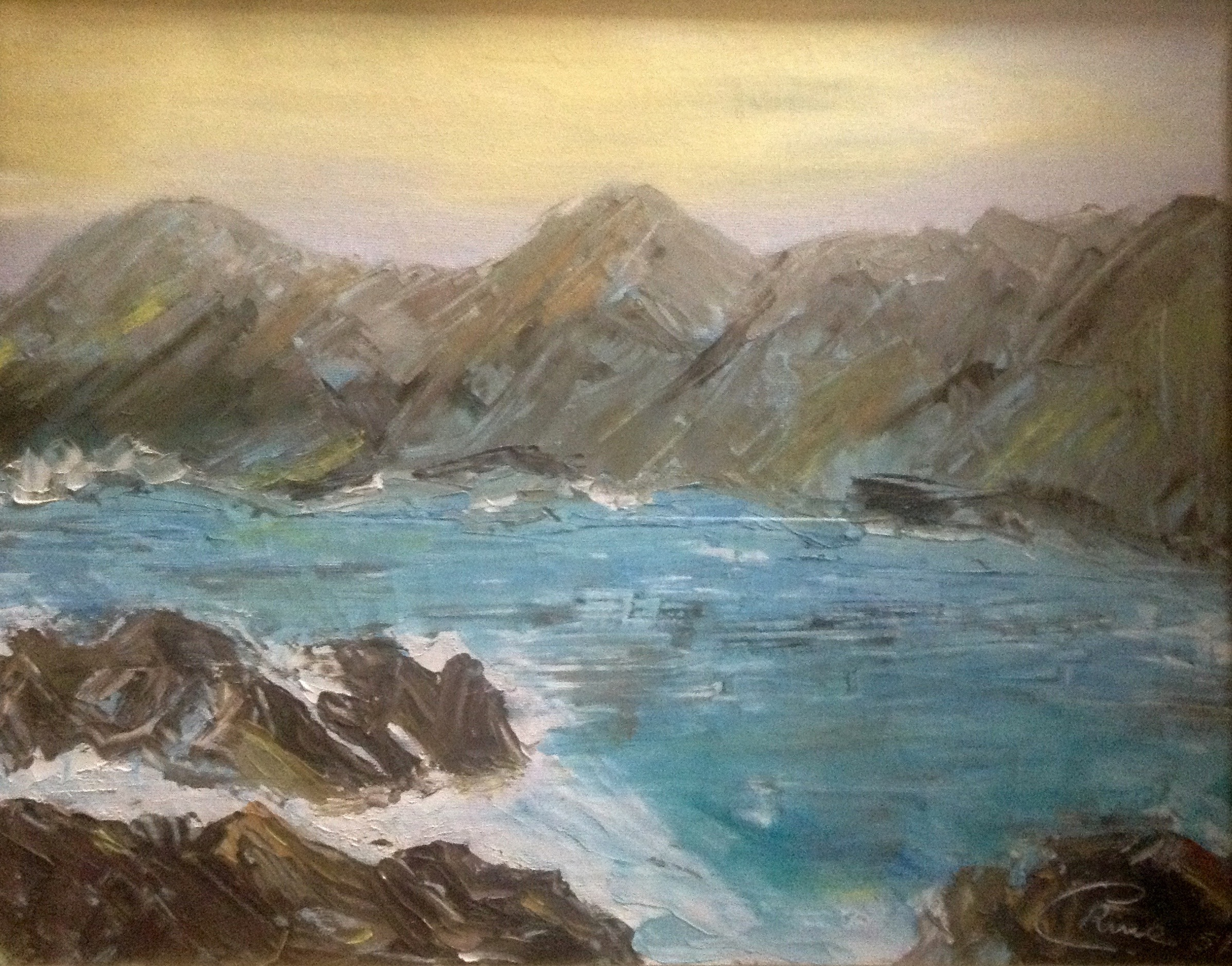
"Mare e rocce di Capo Falcone (Stintino)" di Vittoria Valmaggia (1977)

In seguito al matrimonio con Gerardo Conforti, maresciallo dei carabinieri, si trasferì a Riola Sardo dove il marito comandava la caserma locale negli anni 1973-1977. Fu in questo periodo che dipinse "Mare e rocce di Capo Falcone (Stintino)" esposto presso la mostra torinese della "Galleria ENFAC". Il lavoro del marito la costrinse a trasferirsi nuovamente, stavolta all'isola de La Maddalena dove, negli anni 1977-1982, sviluppò l'arte pittorica. Le sue opere, spesso esposte in salotti privati, raffiguravano soggetti ritraenti fiori caduchi, paesaggi costieri con mare in tempesta e ombre di barche al tramonto. Nello stesso periodo si concentrò soprattutto sulla sua più grande passione - tradizioni e costumi della Sardegna che studiò collezionando libri rari sull'argomento. Collaborando con l'I.S.O.L.A. si dedicò con successo alle bambole-manichino in costume sardo con visi in guscio di noce svuotato, ricoperto da un velo di nylon.

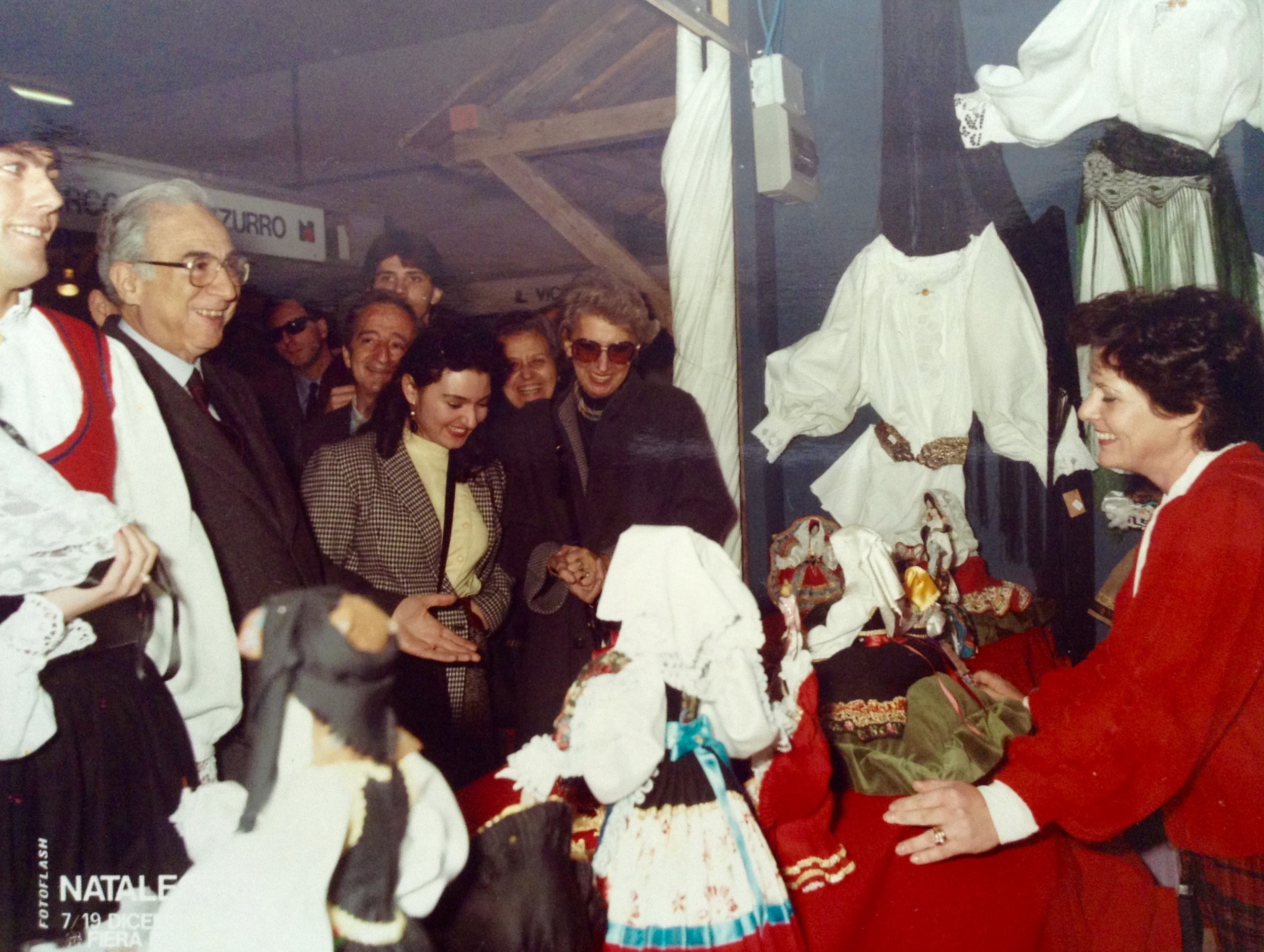
Vittoria Valmaggia e il presidente Francesco Cossiga alla Fiera di Roma nel 1984

Nel 1983 la richiesta delle sue bambole era tale da convincere il marito a congedarsi dall'arma e aiutarla nel suo lavoro. Nello stesso anno aprirono la prima bottega d'arte a Cannigione usando il nome Tappin con cui divennero famose molte delle sue creazioni. In questo periodo sviluppò la struttura delle bambole, donandogli visi e mani in ceramica modellati e dipinti a mano, che caratterizzavano ogni sua opera come unica. Le bambole, dai 25 cm al metro di altezza, venivano composte da un pregiato scheletro di rame su cui poggiava uno strato morbido di gommapiuma che dava forma ai tessuti tra cui broccati, damaschi, lampassi, orbace, panno e terziopelo per i bustini. Cucito l'abito, vi si univano i gioielli tradizionali in miniatura per la grandezza della bambola, in oro e argento.

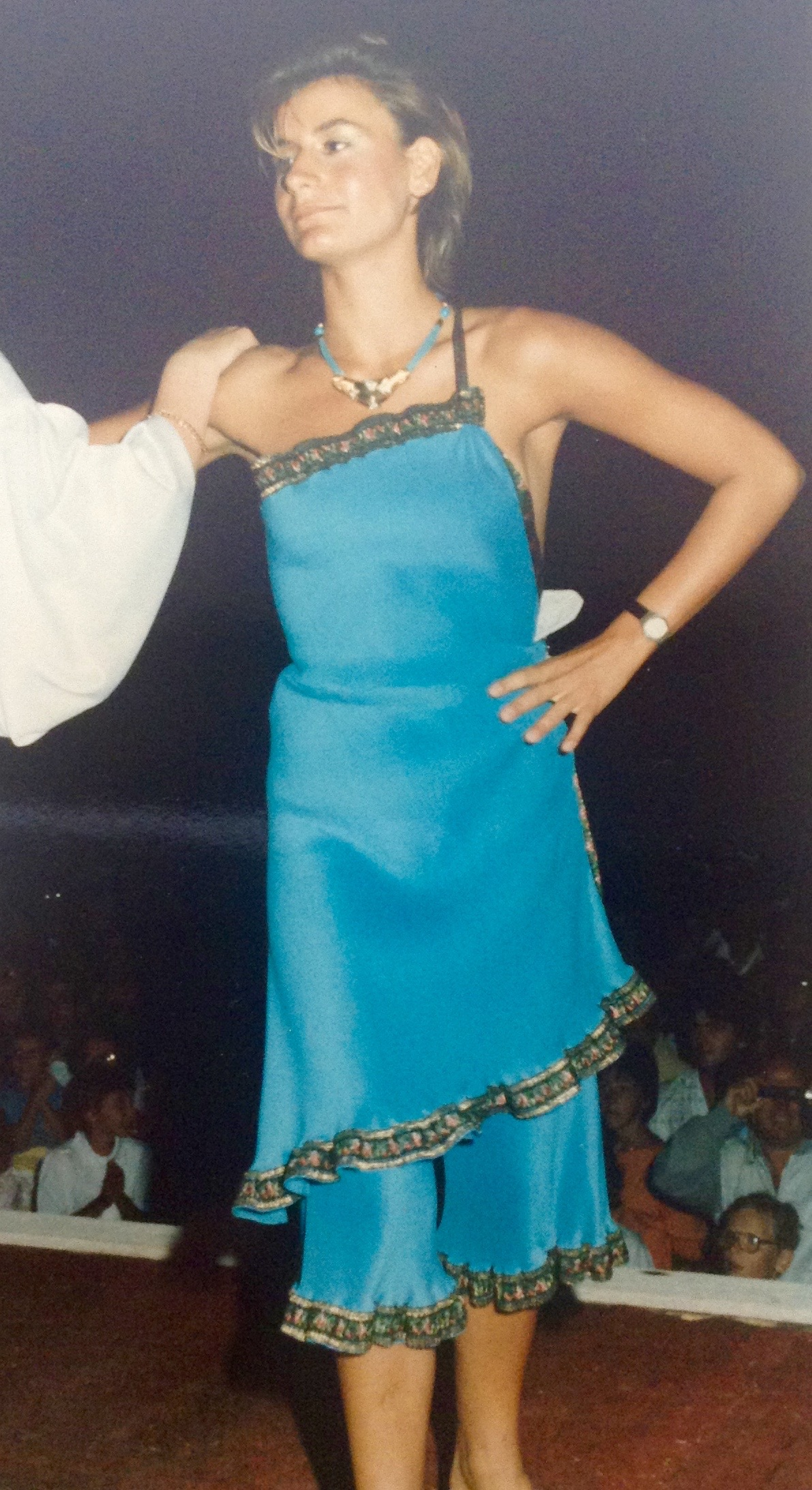
Sfilata di moda a Baja Sardinia (1985), Creazioni Tappin

All'apice della sua carriera artistica, nel 1985 si dilettò come stilista, rivisitando in chiave moderna il costume tradizionale sardo e presentando le sue creazioni durante le sfilate nelle piazze di Cannigione e Baja Sardinia.
Negli anni '90 rallentò la creazione di bambole e abiti dedicandosi con più convinzione alla realizzazione di oggetti in ceramica tra cui piccole sculture ispirate ai visi di donne sarde, figure animali, composizioni floreali e svariati piatti ispirati soprattutto alla natura marina, che rispecchiano le passioni del periodo pittorico.
Gli anni 2000 si caratterizzano nello studio di complementi d'arredo in ceramica quali vasi, piatti, plafoniere in stile marino. Si ammalò di cancro al cervello nel 2007; venne sottoposta ad un intervento chirurgico che tuttavia non fermò la sua attività artistica fino alla morte due anni dopo.

## Galleria d'immagini

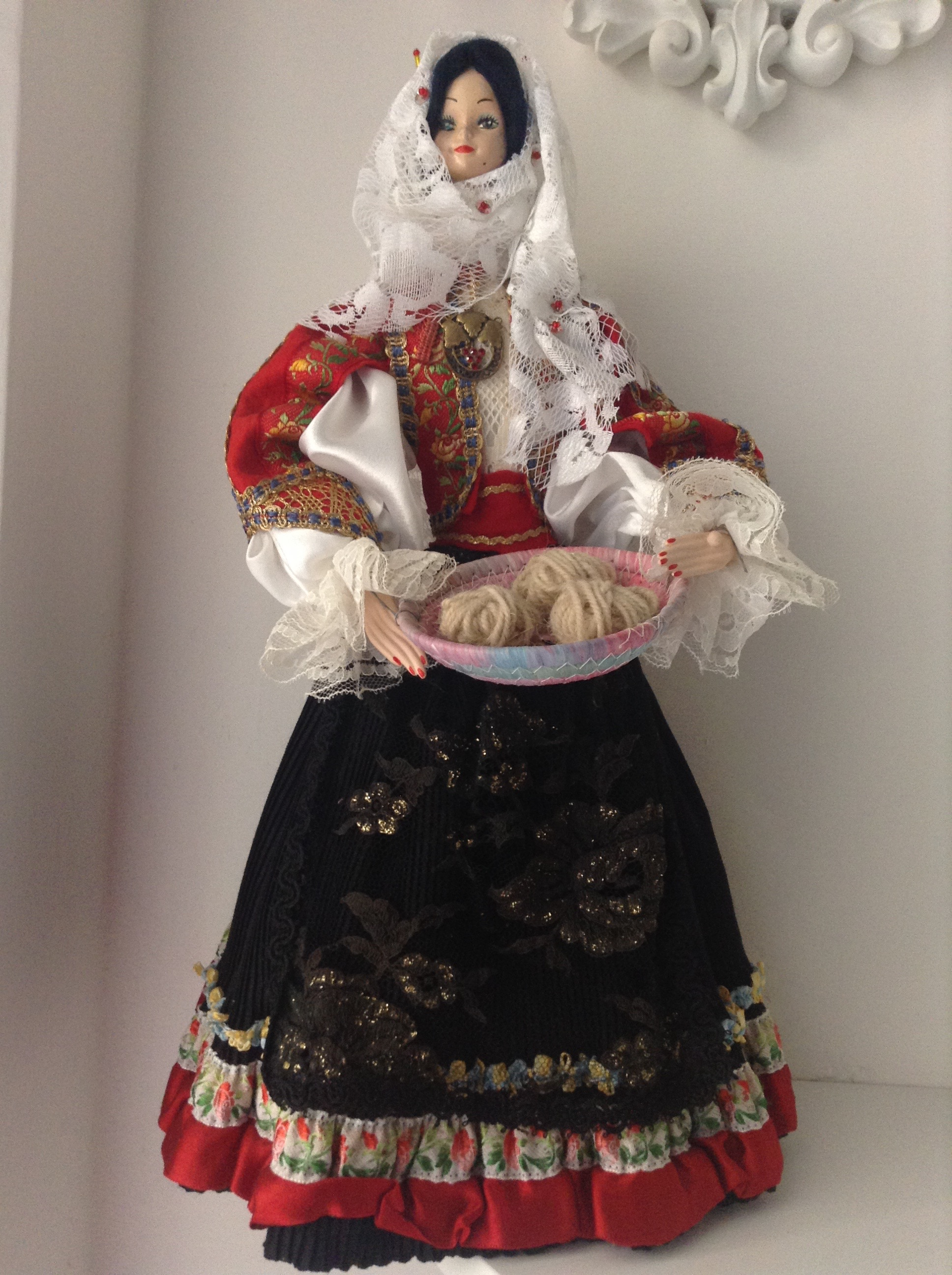
"Bambola con cesto" di Vittoria Valmaggia, periodo dopo il 1982 - collezione privata
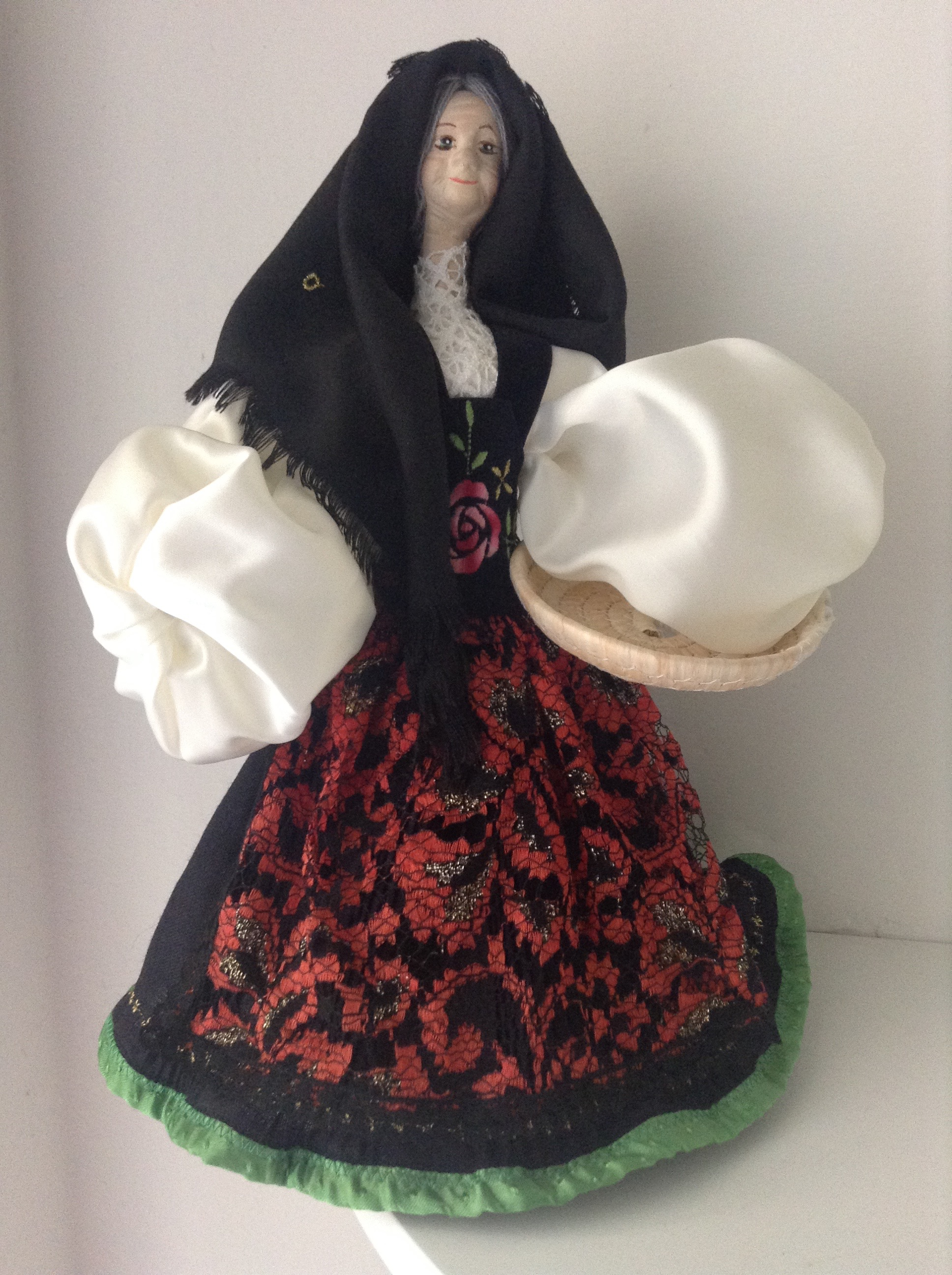
"Vecchia con cesto" di Vittoria Valmaggia, periodo dopo il 1982 - collezione privata
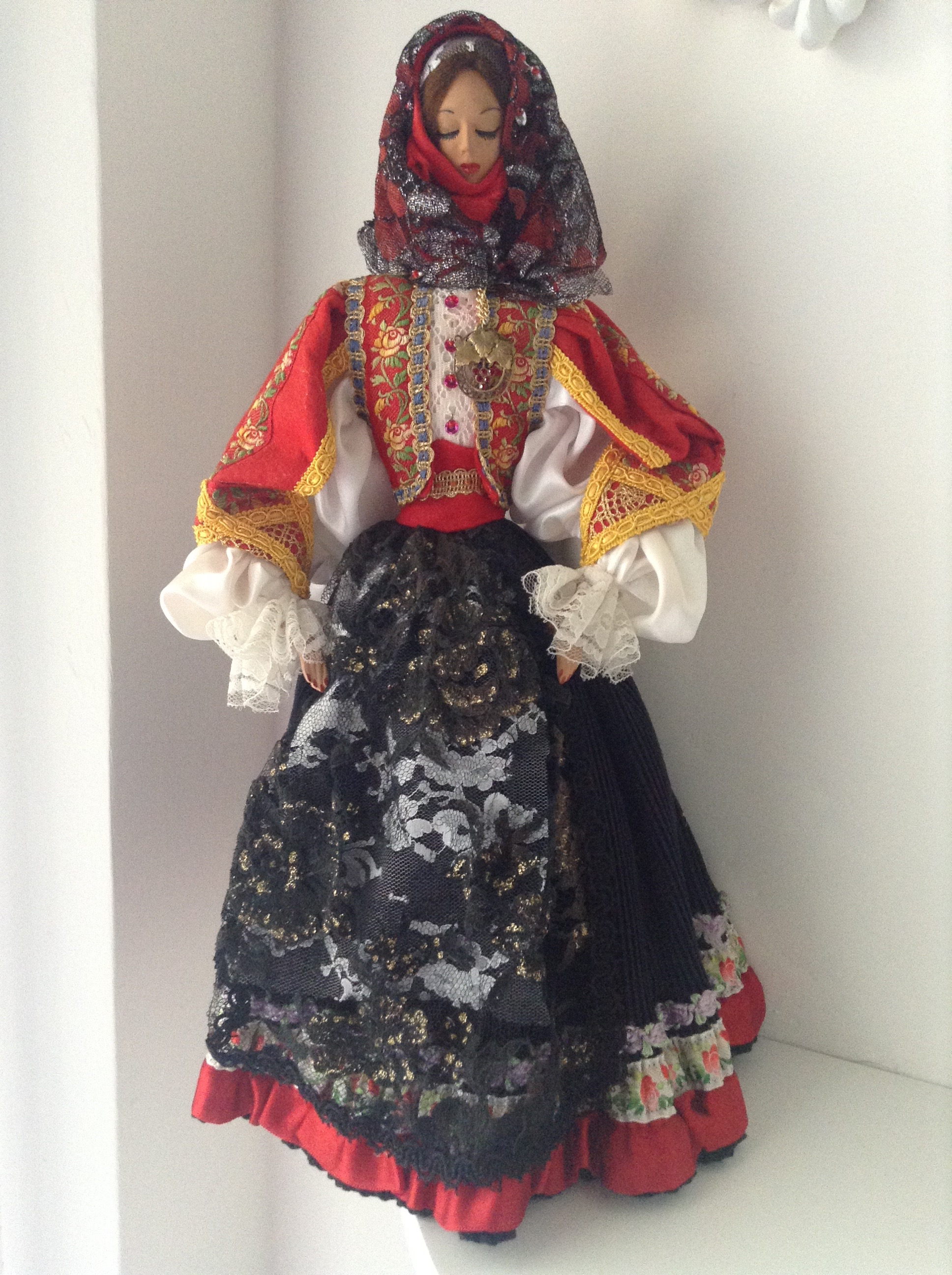
"Bambola in costume tradizionale" di Vittoria Valmaggia, periodo dopo il 1982 - collezione privata
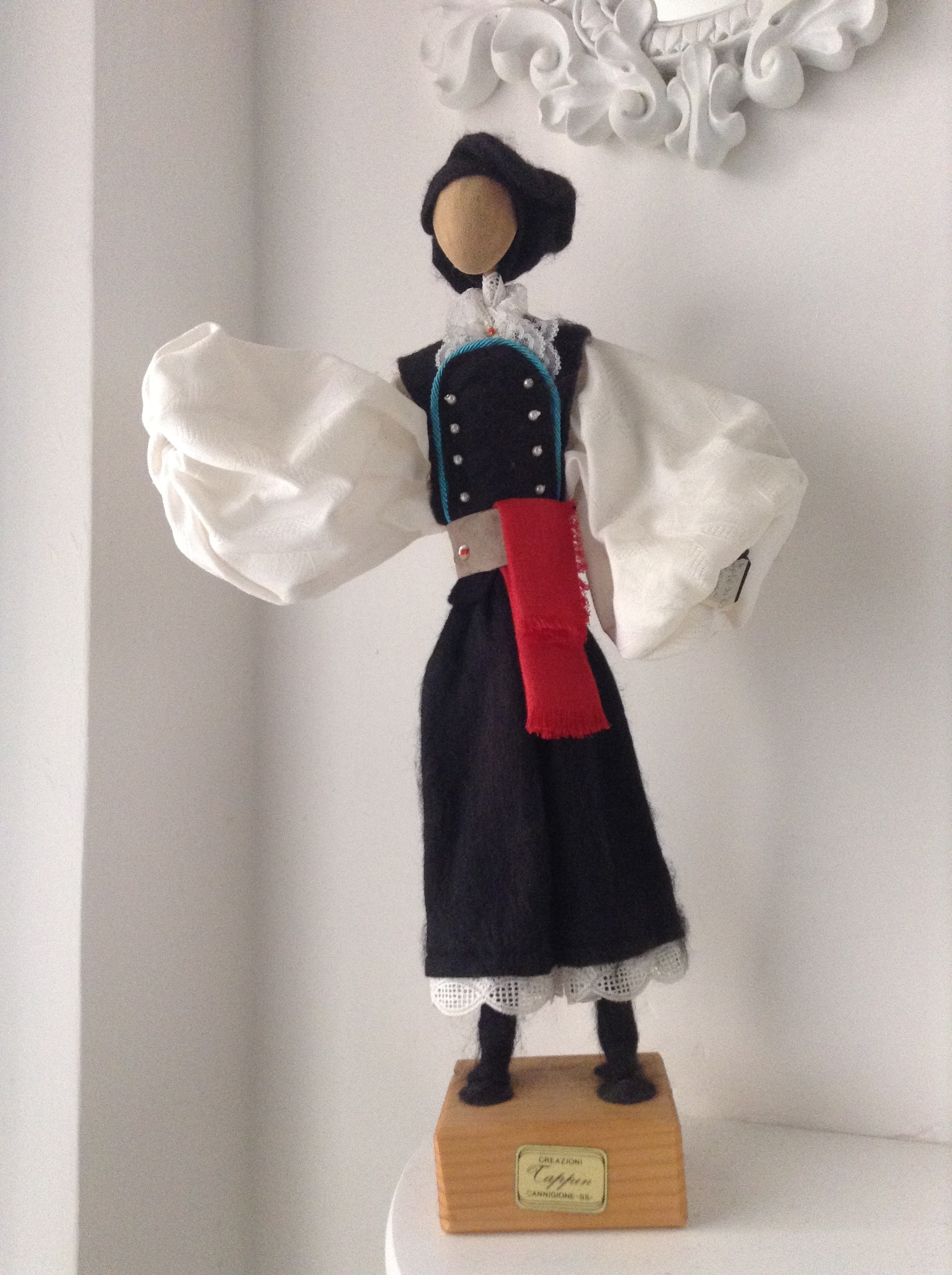
"Uomo in costume di Iglesias (CA)" di Vittoria Valmaggia, periodo precedente al 1982 - collezione privata